# Strada per Malga Campo da Drena
La Strada per Malga Campo da Drena si trova in Trentino e fa parte del percorso Alto Garda.

## Storia
Durante la prima guerra mondiale numerosi prigionieri di guerra venivano usati per trasportare tonnellate di materiale e costruire funicolari e postazioni dal Passo dello Stelvio alle Dolomiti di Sesto, nella parte più orientale del Tirolo meridionale.
I prigionieri che vennero catturati dall'Impero austro-ungarico non solo venivano impiegati come manodopera nelle retrovie e come lavoratori alle dipendenze di contadini privati, ma molti erano internati in campi di concentramento. Lì le condizioni erano pessime e non era raro che interi contingenti venissero uccisi da malattie e febbri. 
Al di fuori dai campi i prigionieri venivano coinvolti in diversi progetti agricoli ed edilizi, da anni rimandati per difficoltà finanziarie e organizzative. Più nello specifico  i prigionieri erano divisi in due gruppi principali: i contingenti mobili, ossia i reparti di lavoratori, che erano assegnati ai lavori agricoli e forestali, e i contingenti stabili, che erano coinvolti in cantieri pubblici, in attività industriali e commerciali.
A partire dal 1915,  i prigionieri di guerra serbi e russi che costituivano ulteriori bocche da sfamare. Molti di loro, specialmente i russi, erano stati contadini, e vennero perciò integrati nei lavori agricoli. Vennero anche mandati a colmare la carenza di manodopera nelle retrovie e venivano usati anche nei cantieri, nelle fabbriche, sui fiumi e talvolta per sostituire gli uomini impegnati sul fronte.
Un documento datato 23 marzo 1916 segnala che sulla strada Cavedine-Drena-Dro erano presenti circa 200 prigionieri russi che lavorano sotto le direzioni degli ufficiali austriaci. Fra i lavori realizzati, oltre alla Malga Campo da Drena, c’è anche una nuova comunicazione ferroviaria Padergnone-Cavedine-Drena-Dro.
Successivamente alla costruzione della strada, sono emerse diverse testimonianze che mettono in luce il suo scopo. Dagli appunti di   Don Evaristo Bolognani , maestro di Vigo Cavedine nato nel 1903, possiamo cogliere una delle funzioni:
Un giorno furono sparati colpi di cannone da parte degli italiano e le bombe arrivarono fino quasi a Malga Campo.»

## Tornante dei Russi
La strada presenta diversi tornanti che sono tutt'oggi contrassegnati  da una pietra che porta il nome assegnatogli e alcune caratteristiche che lo contraddistinguono. Uno fra i più significativi è il Tornante dei Russi che, come suggerisce il nome stesso, è stato costruito dai prigionieri russi dell’esercito austro-ungarico durante la prima guerra mondiale.